# Jakob Andkjær
Jakob Sciøtt Andkjær  (ur. 7 maja 1985 w Vallensbæk) – duński pływak, specjalizujący się głównie w stylu motylkowym i dowolnym.
Brązowy medalista mistrzostw świata z Melbourne na 50 m stylem motylkowym, brązowy medalista mistrzostw Europy z Budapesztu na tym samym dystansie.
Uczestnik Igrzysk Olimpijskich z Pekinu (33. miejsce na 50 i 27. miejsce na 100 m stylem dowolnym oraz 19. miejsce na 100 m motylkiem).